# スイベル
スイベル（Swivel）は2つの接続点を持って互いに自由に回転できるようにした接続部、又は接続部品である。釣り道具等では「よりもどし」とも呼ばれる。
一般的な設計のスイベルでは、支持構造中の円筒形の棒が自由に回転できるように取り付けられている。棒は通常、ナットや座金、または棒が太くなっていることで外に出ないようになっている。この仕掛けでは、外側の支持構造側と、棒の端側、または中央部に接続される。別の一般的な設計では、支持構造中の球が回転できるものである。この仕掛けでは外側の支持構造側と、内部の球に接続される。3つ目の設計は、内部に空洞を持つ円筒形の棒の中に、その空間の直径より少しだけ小さな棒を持つものである。この仕掛けでは両端に接続される。
パイプのスイベル接続は、数珠繋ぎの内の少なくともパイプの1本が、しばしば45度や90度といった曲がりの、途中に入れられる。この接続は水密や気密が保たれるほど密閉されていて、厳密に密閉されることで正しい位置を保つ。